# Теории и практики
Теории и практики (Theory&Practice, T&P) — российский просветительский интернет-ресурс, продвигающий философию непрерывного образования (англ. Lifelong learning) и развития на протяжении всей жизни, специализирующийся на публикации научно-популярных материалов различной тематики, ресурс публикует статьи о науке, экономике, бизнесе, культуре, жизни общества.

## История
В 2009 году проект основали российские предприниматели Данил Перушев, Антон Гладкобородов и Аскар Рамазанов, в январе 2009 года было зарегистрировано доменное имя, сайт начал функционировать в апреле того же года.
В начале 2010-х годов Theory&Practice начал трансформироваться в просветительское медиа и продвигать идею Edutainment (обучение+развлечение), популяризировать образование и просвещение вместо традиционных развлечений и развивать концепцию «Лекции — новые вечеринки». На сайте появились видео лекций, статьи, курсы.
В 2011 году основатели продали T&P холдингу Dream Industries, который продолжил развивать ресурс как просветительское медиа. В начале 2014 года проект стал мультисервисной платформой, продвигающей образовательные мероприятия в онлайн и оффлайн формате, том же году на сайте был запущен проект «Открытая наука», позволяющий сделать научно-образовательный контент более доступным, а учёным делиться знаниями и результатами исследований.
В 2015 году проект охватывал более 5 000 культурных и образовательных организаций. На сайте было зарегистрировано более 15 000 экспертов, а аудитория T&P составляла 500 тыс. уникальных пользователей в месяц.
В 2016 году 51 % проекта были приобретены издательской группой «Альпина», а в 2017 году — оставшиеся 49 %. Издательство планировало использовать «Теории и практики» для развития сервиса подбора образовательных решений, продвижения книг и расширения цифрового присутствия на рынке. К декабрю 2016 года количество посетителей сайта выросло до 679,2 тыс. человек.
В 2017 году группа «Альпина» продала 35 % T&P основателю Qiwi Сергею Солонину за 20 млн рублей. В 2019 году Солонин увеличил свою долю в T&P до 70 %, владельцем 30 % стал сооснователь «Альпины» Илья Долгопольский. В 2017—2019 годах, помимо анонсов образовательных и просветительских мероприятий, на сайте ежемесячно публиковалось около 6 000 лекций и курсов. Совместно с ведущими вузами на сайте был создан курс видео-лекций «Голова профессора». Лекции читают по видеосвязи авторитетные учёные, изобретатели и экспериментаторы, авторы мировых бестселлеров, такие как нейробиолог Роберт Сапольски, эволюционный психолог Паскаль Буайе, физик-теоретик Лоуренс Краусс, астронавт Скотт Келли, специалист в области когнитивных наук Стивен Пинкер, физик-теоретик Джим Аль-Халили.
В 2019 году акционеры пригласили на должность CEO T&P основателя Московской школы продвинутых коммуникаций Надежду Макову, которая занялась реформированием проекта, в результате которого T&P начали развивать три основных направления: продюсерский центр «Теории от практиков», центр корпоративного образования и развития «T&P Business», просветительское медиа для самообразования. В начале 2020 года информационное агентство «ФедералПресс» сообщило, что «Теории и практики» являются одним из главных просветительских проектов Рунета, основную аудиторию проекта составляют молодые люди 25-35 лет, которые придерживаются концепции непрерывного развития (lifelong learning), сайт T&P посещает 1 млн человек в месяц, страницы в социальных сетях имеют в совокупности около 500 тыс. подписчиков, 170 тыс. человек читают еженедельную email-рассылку, среднее время, которое посетители проводят на сайте, составило 1 час 50 минут.

## Награды
- Победитель премии Internet Media Awards в категории «Лучшее образовательное интернет-издание»[18][19]
- Победитель национальной премии в области образовательного видео «Внимание» в категории «Лучший междисциплинарный образовательный видеопортал»[20]
- Гран-при национальной премии в области образовательного видео «Внимание»[21][22]